# Inga Vētra
Inga Vētra (Kuldīga, 14 de fevereiro de 1981) é uma ex-voleibolista indoor e ex-jogadora de voleibol de praia da Letônia, que foi medalhista de prata no Campeonato Europeu Sub-19 de 1999 na Espanha e de bronze no Campeonato Europeu Su-23 de 2000 em San Marino.

## Carreira
Em 1999 formou dupla com Inese Jursone e conqistou a medalha de prata no Campeonato Europeu  de Voleibol de Praia Sub-19 em Finestrat.e disputaram o Campeonato Europeu de Voleibol de Praia Sub-23 de 2000 em San Marino e conquistaram a medalha de bronze. No voleibol indoor atuou como oposto na tewmporada 2001-02 pelo Speks-R Riga  nas temporadas 2002-03, 2003-04 e 2004-05 pelo Volley Köniz.